# Marcus Chong
Marcus Chong (* 8. Juli 1967 in Seattle, Washington, USA; eigentlich Marcus Wyatt) ist ein US-amerikanischer Schauspieler. Bekannt wurde er vor allem für seine Rolle als Tank in dem Science-Fiction-Film Matrix.

## Leben
Marcus Chongs Vater Martin Wyatt war lokaler Nachrichtensprecher in der San Francisco Bay Area. 1978 wurde er von Tommy Chong und dessen Ehefrau Shelby adoptiert. Chong arbeitete am Broadway in dem Stück Stand-Up Tragedy mit Jack Coleman. In den frühen 1990er Jahren spielte er eine Hauptrolle als Miguel Mendez in der Fernsehserie Das Gesetz der Straße. Später wirkte er in der Actionserie Vanishing Son als Fu Qua Johnson mit. Auch spielte er die Rolle eines Afro-Amerikanerers/Chinesen in der dritten Staffel in der Fernsehserie Law & Order Special Victims Unit. 1995 verkörperte er die Rolle des Huey P. Newton in dem Film Panther. 1999 spielte Chong dann den Tank, den Operator im Film Matrix. Aufgrund von Streitigkeiten mit den Produzenten und hoher Gehaltforderungen des Schauspielers verzichtete man darauf, Chong in den drei Fortsetzungen des sehr erfolgreichen Films auftreten zu lassen. 2008 stellte er seinen ersten Roman fertig mit dem Titel "The Arch" basierend auf seinen Erfahrungen mit dem Film Matrix und mit einem seiner Vorbilder, Alexandre Dumas. 2018 veröffentlichte er auf YouTube das Video The Marcus Chong Story, in dem er den Vorwurf erhebt, seine Hollywoodkarriere sei nach Matrix absichtlich zerstört worden.

## Filmografie (Auswahl)
- 1978: Unsere kleine Farm (Little House on the Prairie, Fernsehserie, Episode 05x13)
- 1988: Evil Altar
- 1991: Codename Black Angel (Flight of Black Angel)
- 1991–1993: Das Gesetz der Straße (Fernsehserie)
- 1992: American Heart – Die zweite Chance (American Heart)
- 1994: Vanishing Son II – Im Feuer des Drachen
- 1995: Panther
- 1995: Chicago Hope – Endstation Hoffnung (Chicago Hope, Fernsehserie, Episode 02x03)
- 1998: High Freakquency
- 1999: Matrix (The Matrix)
- 2001: Law & Order: Special Victims Unit (Fernsehserie, Episode 03x08)
- 2002: Criminal Intent – Verbrechen im Visier (Law & Order: Criminal Intent, Fernsehserie, Episode 01x17)
- 2005: The Crow – Wicked Prayer (The Crow: Wicked Prayer)
- 2009: Numbers – Die Logik des Verbrechens (NUMB3RS, Fernsehserie, Episode 06x08)
- 2010: Burn Notice (Fernsehserie, Episode 04x15)